# Ștei
Ștei é uma cidade da Romênia com 9.466 habitantes, localizada no județ (distrito) de Bihor.